# Ernst Hegewisch
Ernst Hegewisch (* 23. November 1881 in Hannover; † 28. Dezember 1963 in Rheinbach) war ein deutscher Jurist. Er arbeitete als Anwalt für die Rote Hilfe Deutschlands und die KPD, war Beisitzer am Staatsgerichtshof für das Deutsche Reich, er wurde im Nationalsozialismus mit Berufsverbot und Schutzhaft traktiert und später im Konzentrationslager Sachsenhausen inhaftiert. Nach dem Krieg arbeitete er als Landgerichtsdirektor in Sachsen-Anhalt.

## Leben
Als Sohn eines vermögenden Fabrikbesitzers konnte Hegewisch nach dem Gymnasium ein Studium aufnehmen. Er studierte in Heidelberg, Leipzig, Kiel und Berlin Rechtswissenschaft und als Gasthörer Geschichte und Nationalökonomie. Noch während seines Studiums schloss er sich der SPD an. Sein Staatsexamen absolvierte er 1905 und es folgte eine mehrjährige Ausbildung als Rechtsreferendar und Assessor. Da er seine Ausbildung im Staatsdienst absolvieren musste und Mitglieder der SPD mit Ausbildungsverbot belegt werden konnten, trat er wieder aus der SPD aus.
1912 erhielt er die Zulassung zum Rechtsanwalt und eröffnete eine Kanzlei in Celle. Zu dieser Zeit arbeitete er vor allem im Bereich des Zivil- und Handelsrechts. Er hatte vor allem vermögende Kunden und Unternehmen aus der Kaliindustrie. Vom Militärdienst im Ersten Weltkrieg wurde er aus gesundheitlichen Gründen freigestellt.
Seine weitere Politisierung erfuhr er während des Ersten Weltkrieges. 1918 zählte er zu den Mitbegründern des Spartakusbundes in Celle und 1919 trat er der KPD bei. In der Folge der Niederschlagung der Novemberrevolution kam es zu zahlreichen Prozessen, für die der KPD nur wenige Anwälte zur Verfügung standen. Vom Wirtschaftsrecht sattelte er um auf Strafrecht. In Halle arbeitete er 1921 ein halbes Jahr, um Teilnehmer des Mitteldeutschen Aufstandes, die vor Sondergerichten angeklagt waren, zu verteidigen. Im selben Jahr gehörte Hegewisch zu den Verteidigern von Max Hoelz, der wegen Mordes an einem Gutsbesitzer angeklagt war. Zuvor hatte er Hoelz in einer Auslieferungsangelegenheit aus der Tschechoslowakei vertreten. Nach der Verurteilung von Hoelz trat er bei zahlreichen Veranstaltungen auf, in denen es um die Freilassung von Hoelz und dessen übriger Anhänger ging.
Sein politisches Engagement wurde seitens seiner konservativen Kollegen negativ aufgenommen. Seine Celler Anwaltskollegen brachen den Kontakt ab, er wurde bespitzelt und 1920 kam es zu einem Ermittlungsverfahren wegen Hochverrats. Zweimal wurde er wegen seiner offensiven Prozessführung mit disziplinarischen Ehrengerichtsverfahren vor der Anwaltskammer überzogen.
Während des Kapp-Putsches 1920 beteiligte sich Hegewisch aktiv an der Gegenmobilisierung in Celle. Der Celler Oberbürgermeister hatte sich dem Putsch angeschlossen und Teile des Bürgertums und der Reichswehr sympathisierten mit diesem. Die Situation in Celle war gespannt. Nachdem mehrere hundert bewaffnete Arbeiter am 17. März in Celle eintrafen, ging eine Abordnung des Aktionsausschusses unter Leitung von Hegewisch zum Celler Garnisonsältesten und informierte ihn über die Übernahme der militärischen Macht durch die Arbeiterschaft.
Zum 6. August 1921 lud die KPD zu einem Treffen der kommunistischen Anwälte. Es wurde eine Rechtsschutzkommission für das ganze Reich sowie eine juristische Zentralstelle bei der Reichstagsfraktion gebildet. Ziel war es, die geringen Handlungsmöglichkeiten gegen die Repression zentral zu koordinieren. Zu den Anwaltsgenossen gehörten seinerzeit unter anderem Felix Halle, Arthur Wolf, Hans Barbasch, Viktor Fraenkl, Joseph Herzfeld, Gerhard Obuch, Arthur Samter und Hugo Seckel. Diese Gruppe zählte 1924 zu den Mitbegründern der Roten Hilfe Deutschlands und bildete den Kern ihrer ersten Verteidiger. Die ablehnende Haltung zur Todesstrafe und ein Rechtsgutachten zur höchstrichterlichen Rechtsprechung gegen Kommunisten von Moritz Liepmann gingen vor allem auf die Initiative der juristischen Zentralstelle und den persönlichen Kontakt zu Hegewisch zurück.
1923 verfasste er eine Denkschrift über die Verfassungswidrigkeit des verhängten Ausnahmezustandes und der Auslieferung von Gefangenen an General Hans von Seeckt. Auf Wunsch der KPD wurde er Hauptverteidiger für die infolge des Hamburger Aufstandes angeklagten Arbeiter. Hier ragte vor allem das Verfahren gegen Hugo Urbahn hervor, politischer Sekretär der KPD, und acht weitere Kommunisten. Seine Bedeutung bestand darin, dass mit Prozessmaterialien ein erstes KPD-Verbot begründet werden sollte. Hegewisch koordinierte die Verteidigung mit der KPD. Als Urteil erhielt Urbahn zehn Jahre Haft und die verbliebenen Angeklagten wurden größtenteils freigesprochen. Ein KPD-Verbot konnte am Ende nicht begründet werden.
Die Rote Hilfe und die KPD baten Hegewisch, dauerhaft in Hamburg zu arbeiten, da es im mitgliederstärksten KPD-Bezirk nur wenige vertrauenswürdige Anwälte gab. 1926 eröffnete er sein Büro in Hamburg. Dort arbeitete er als Rechtsberater des russischen Konsuls und für russische Handelsvertretungen. Auf Vorschlag der KPD wurde er zum Beisitzer im Staatsgerichtshof für das deutsche Reich gewählt.
Bis zur Machtübertragung an Hitler 1933 folgten noch zwei bedeutende Prozesse in Hamburg: Einmal im gegen die KPD-Führung gerichteten Zentrale-Prozess, der im Endeffekt politisch nicht durchsetzbar war und aufgrund einer Amnestie 1928 eingestellt wurde. Weiters in den Folgeprozessen des Altonaer Blutsonntag. Hegewisch arbeitete für die mehr als 100 Antifaschisten als Hauptverteidiger. Ende 1932 waren bis auf 11 alle frei, jedoch erhob die Staatsanwaltschaft gegen 16 Anklage wegen Mordes. 1933 konnte er deren Verteidigung nicht mehr fortführen. Im Februar wurde er vorübergehend in „Schutzhaft“ genommen. Einen Auftrag für die Verteidigung von Ernst Thälmann konnte er genauso wenig wie Kurt Rosenfeld übernehmen. Beide erhielten bereits im Frühjahr 1933 Berufsverbot. Jedoch wurde der bürgerliche Thälmann-Verteidiger Erich Wandschneider auf seine Vermittlung hin ausgewählt.
Seit Mai 1933 arbeitete er als Syndikus für die Handelsvertretung der Sowjetunion und als Berater für russische Unternehmen. Am 2. Oktober 1934 wurde er gemeinsam mit zwei anderen wegen Hochverrates verhaftet. Der Grund war seine fortgesetzte aktive Mitgliedschaft in der illegalen KPD. Er wurde zu 18 Monaten Gefängnis verurteilt. Nach dem Ende der Gefängnishaft wurde er durch die Geheime Staatspolizei erneut für weitere 18 Monate ins Konzentrationslager Sachsenhausen gezwungen. Hier wurde er am 20. Oktober 1938 entlassen. In Absprache mit den Verbliebenen der KPD und unter Vorspiegelung einer Annäherung an die Nazis, versuchte er seine Zulassung als Anwalt zurückzuerhalten. Dies scheiterte jedoch. Er arbeitete fortan als Syndikus für die Hamburger Wasserwerke.
Nach dem Zweiten Weltkrieg kandidierte Hegewisch, auf Vorschlag der KPD, erfolglos für das Amt des Hamburger Generalstaatsanwalts. Er arbeitete im Komitee zur Entnazifizierung der Hamburger Justiz, er verfasste hierzu eine größere Denkschrift, die durch sein Engagement dazu beitrug, dass die 1945 bereits erneut zugelassenen, einstigen Richter des Hochverratssenats des Oberlandesgerichts, entlassen werden mussten.
Durch Initiative der Justizverwaltung der sowjetischen Besatzungszone trat Hegewisch 1947 in den Justizdienst in Sachsen-Anhalt ein. 1948 wurde er Landgerichtsdirektor in Halle-Merseburg, später Richter am Oberlandesgericht. Ferner arbeitete er als Dozent für Volksrichteranwärter.
Im Juli 1952 floh Hegewisch mit der gesamten Familie in die Bundesrepublik und verbrachte seinen Lebensabend in Rheinbach bei Bonn.